# بوماريتو
بوماريتو عرفت بانها بلدية تقع في مدينة تورين الحضارية بمنطقة بيدمونت في إيطاليا، وتبعد حوالي 45 كيلو ميتر جنوب شرق تورين في وادي جيرماناسكا.

## شخصيات
- باولو فيريرو